# Prolyncestis
Prolyncestis là một chi bướm đêm thuộc họ Erebidae.